# 4103 Chahine
4103 Chahine este un asteroid din centura principală, descoperit pe 4 martie 1989 de Eleanor Helin.